# Shimane
Shimane (島根県, Shimane-ken) é uma prefeitura do Japão localizada na região de Chugoku na ilha principal de Honshu. A capital é Matsue. Ela é a segunda prefeitura menos populosa do Japão, atrás apenas de seu vizinho a leste, Tottori. A prefeitura possui uma area alongada de leste a oeste de face para as Montanhas Chugoku ao sul e o Mar do Japão ao norte. Ela é dividida em: região de Izumo a leste, região de Iwami a oeste e região de Oki, um pequeno grupo de ilhas na costa ao norte. A maior parte das cidades está perto da costa do Mar do Japão. O Santuário de Izumo, na cidade de Izumo é um dos jinjas mais antigos do Japão.
As Ilhas Oki no Mar do Japão também são parte da prefeitura de Shimane, que também afirma ter jurisdição sobre a ilha de Rochedos de Liancourt (Takeshima), controlada pela Coreia do Sul.

## História

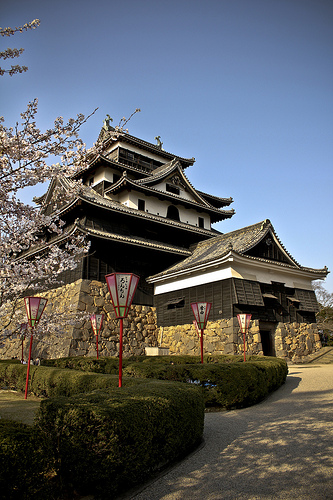
Castelo de Matsue

### História recente
A história de Shimane começa com a mitologia japonesa. Acreditava-se que o deus xintoísta Ookuninushi vivia em Izumo, uma antiga província em Shimane. O santuári ode Izumo, que está na cidade de Izumo, homenageia o deus. Naquela época, a atual prefeitura de Shimane era dividida em três partes: Iwami, Izumo e Oki. Isto durou até que a abolição do sistema han ocorresse em 1871. Durante o período Nara, Kakinomoto no Hitomaro leu um poema sobre a natureza de Shimane quando ele foi enviado como o governante real.
Mais tarde no período Kamakura, o Xogunato Kamakura forçou os imperadores Go-Toba e Godaigo ao exílio em Oki. O Imperador Go-daigo mais tarde escapou de Oki e começou a reunir apoiadores contra o xogunato, que acabou acontecendo.

### Idade média
Durante o período Muromachi, Izumo e Oku eram controladas pelo clã Kyogoku. No entanto, após a Guerra de Ōnin, o clã Amago expandiu seu poder baseado no Castelo de Gassantoda e o clã Masuda dominou a província de Iwami. A mina de prata de Iwami Ginzan e sua paisagem cultural localizavam-se entre o território de Amago e de Masuda, então havia muitas batalhas entre estes clãs pela prata. No entanto, em 1566, Mori Motonari conquistou Izumo, Iwami e Oki. Após mais de 30 anos do controle de Mori, em 1600 Horio Yoshiharu entrou em Izumo e Oki como resultado da Batalha de Sekigahara, a qual Mori perdeu. Após a mudança, Horio Yoshiharu decidiu se mudar para construir o Castelo de Matsue ao invés de Gassan-Toda, e logo após a morte de Yoshiharu o castelo foi concluído. Mais tarde em 1638, o neto de Tokugawa Ieyasu, Matsudaira Naomasa tornou-se o governante pois o clã Horio não possuía nenhum herdeiro e sua família dominou até a abolição do sistema han.
A area de Iwami dividia-se em três regiões: o distrito da mineração, sob o controle direto do Xogunato, a região do clã Hamada e a região do clã Tsuwano. O Iwami Ginzan, hoje um patrimônio mundial da humanidade da UNESCO, produziu prata e foi uma das maiores minas de prata do país no começo do século XVII. O clã Hamada estava do lado do xogunato na Restauração Meiji, e o castelo foi queimado. O clã Tsuwano, apesar de ser governado por Matsudaira, estava do lado do Imperador na restauração.

### Era moderna
Em 1871, a abolição do sistema han incluiu as antigas províncias de Shimane e Hamada no território atual da prefeitura de Shimane. Mais tarde naquele ano, Oku tornou-se parte de Tottori. Em 1876, a prefeitura de Hamada fundiu-se com a prefeitura de Shimane. A prefeitura de Tottori também foi adicionada no mesmo ano. No entanto, cinco anos mais tarde, em 1881, a porção atual da prefeitura de Tottori foi separada e a fronteira atual foi formada.

## Geografia
A prefeitura de Shimane situa-se do lado do Mar do Japão da região de Chugoku. Devido à sua paisagem montanhosa, o cultivo do arroz se dá principalmente na planície de Izumo, onde se localiza a cidade de Izumo. Outro grande acidente geográfico é a península de Shimane. A península localiza-se ao longo do Mar do Japão de Izumo a Sakaiminato, que localiza-se na prefeitura de Tottori. A península também criou dois lagos marinhos, o Lago Shinji e Nakaumi. A ilha de Daikon localiza-se em Najaumi. Fora da ilha principal de Honshu, a ilha de  Oki também está na prefeitura de Shimane. A própria ilha está no Parque Nacional Daisen-Oki. Shimane também reclama o uso dos Rochedos de Liancourt, que estão em disputa com a Coreia do Sul.
Em 1º de abril de 2012, 6% da área total da prefeitura era considerada como parques nacionais, com o Parque Nacional Daisen-Oki, Parque Semi-Nacional Dogo-Taishaku e o Parque Semi-Nacional Nishi Chugoku Sanchi, além de onze parques naturais do governo da prefeitura.
A maior parte das principais cidades localiza-se ou na costa ou junto a algum rio.

### Cidades
Em negrito, a capital da prefeitura.
- Gotsu
- Hamada
- Izumo
- Masuda
- Matsue
- Oda
- Unnan
- Yasugi

### Distritos
- Distrito de Hikawa
- Distrito de Iishi
- Distrito de Kanoashi
- Distrito de Mino
- Distrito de Nita
- Distrito de Ochi
- Distrito de Oki
- Distrito de Yatsuka

## Clima
A prefeitura possui um clima subtropical. O inverno é nublado com um pouco de neve e o verão é úmido. A temperatura média anual é de 14,6 graus Celsius. Chove quase todo dia na estação chuvosa, de junho a meados de julho. A maior temperatura medial mensal ocorre em agosto, com 26,3 graus Celsius. A precipitação média anual é de 1799 milímetros, mais alta que os 1467 mm de Tóquio e 920 mm de Obihiro.
| Média anual （Mês）     | Média anual （Mês） | Oki              | Oki                   | Oki            | Izumo (costa)       | Izumo (costa)    | Izumo (costa)    | Izumo (costa)           | Izumo (interior) | Izumo (interior) | Izumo (interior)  |
| Média anual （Mês）     | Média anual （Mês） | Okinoshima Saigo | Okinoshima Cabo Saigo | Ama            | Matsue Kashima      | Matsue           | Hikawa           | Izumo                   | Okuizumo Yokota  | Unnan Kakeya     | Iinan Akana       |
| ----------------------- | ------------------- | ---------------- | --------------------- | -------------- | ------------------- | ---------------- | ---------------- | ----------------------- | ---------------- | ---------------- | ----------------- |
| Average Temperatura (℃) | Mês mais quente     | 25.6 (Ago)       |                       | 25.8 (Ago)     | 25.6 (Ago)          | 26.3 (Ago)       |                  | 25.8 (Ago)              | 24.0 (Ago)       | 24.5 (Ago)       | 23.4 (Ago)        |
| Average Temperatura (℃) | Mês mais frio       | 3.9 (Fev)        |                       | 4.5 (Fev)      | 4.4 (Fev)           | 4.2 (Jan)        |                  | 4.5 (Fev)               | 0.7 (Fev)        | 2.3 (Fev)        | 0.4 (Jan, Fev)    |
| Chuva (mm)              | Mês mais chuvoso    | 211.6 (Set)      |                       | 227.0 (Jul)    | 218.0 (Set)         | 240.5 (Jul)      |                  | 236.2 (Jul)             | 234.2 (Jul)      | 257.1 (Jul)      | 282.2 (Jul)       |
| Chuva (mm)              | Mês mais seco       | 110.4 (Out)      |                       | 96.4 (Fev)     | 104.7 (Abril)       | 114.5 (Abril)    |                  | 96.3 (Fev)              | 103.4 (Abril)    | 120.7 (Abril)    | 116.5 (Out)       |
| Média anual （Mês）     | Média anual （Mês） | Iwami (Costa)    | Iwami (Costa)         | Iwami (Costa)  | Iwami (Costa)       | Iwami (Interior) | Iwami (Interior) | Iwami (Interior)        | Iwami (Interior) | Iwami (Interior) | Iwami (Interior)  |
| Média anual （Mês）     | Média anual （Mês） | Ōda              | Hamada                | Masuda         | Masuda City Takatsu | Kawamoto         | Ōnan             | Cidade de Hamada Yasaka | Tsuwano          | Yoshika          | Yoshika Muikaichi |
| Temperatura média (℃)   | Mês mais quente     | 26.5 (Ago)       | 26.2 (Ago)            | 26.8 (Ago)     |                     | 24.2 (Ago)       | 23.9 (Ago)       | 23.6 (Ago)              | 25.7 (Ago)       |                  | 24.5 (Ago)        |
| Temperatura média (℃)   | Mês mais frio       | 4.9 (Jan, Fev)   | 5.8 (Fev)             | 5.4 (Jan, Fev) |                     | 2.7 (Jan)        | 0.8 (Jan)        | 1.5 (Jan)               | 3.0 (Jan)        |                  | 1.9 (Jan)         |
| Chuva (mm)              | Mês mais chuvoso    | 246.3 (Jul)      | 257.7 (Jul)           | 223.9 (Jun)    |                     | 260.2 (Jul)      | 260.6 (Jul)      | 340.0 (Jul)             | 285.6 (Jul)      |                  | 337.4 (Jun)       |
| Chuva (mm)              | Mês mais seco       | 98.3 (Fev)       | 90.9 (Fev)            | 87.9 (Fev)     |                     | 112.5 (Fev)      | 109.2 (Nov)      | 130.4 (Abril)           | 99.7 (Dez)       |                  | 76.8 (Dez)        |

## Economia
Em Shimane, o maior empregado é o setor de varejo, empregando mais de 60 000 trabalhadores. Os supermercados Mishiyama e a loja de hardware Juntendo são exemplos de empresas sediadas em Shimane. A indústria manufatureira possui o segundo maior número de empregados com 49 000 trabalhadores. O setor de varejo possui mais de 12 localizações na prefeitura.
29% da renda total da indústria na prefeitura vem dos serviços, que inclui varejistas. A indústria contribiu com 13% da renda total.

### Empresas sediadas em Shimane

#### Indústrias
- Izumo Murata Manufacturing
- Shimane Fujitsu
- Mitsubishi Agricultural Machinery

#### Financeiro
- The Shimane Bank
- The San-in Godo Bank

#### Outros
- Network Applied Communication Laboratory
- Mishimaya
- Juntendo
- Ichibata Electric Railway

### Principais fábricas
- Hitachi Metals

## Demografia
Um terço da população da prefeitura concentra-se na região de Izumo-Matsue. Por outro lado, dois terço da população estão na costa. A razão é que as montanhas Chugoku tornam o interior da ilha difícil de habitar. A capital, Matsue, possui a menor população de todas as 47 capitais de prefeituras. Shimane também possui a maior porcentagem de idosos. Em setembro de 2010, a prefeitura tinha cerca de 743 centenários por milhão de habitantes, a maior proporção no Japão, ultrapassando a prefeitura de Okinawa (667 centenários por milhão).

## Cultura

### Patrimônios culturais
Patrimônio Cultural da Humanidade
- Mina de prata de Iwami Ginzan e sua paisagem cultural (cidade de Ōda)

Tesouros Nacionais
- Santuário de Izumo (cidade de Izumo)
- Santuário Kamosu (cidade de Matsue)
- Armadura atada com linha branca (Santuário Hinomisaki)
- Sinos de bronze do sítio Kamo-Iwakura (cidade de Unnan)
- Ruínas de Kojindani (cidade de Izumo)

Área de preservação de edifícios tradicionais importantes
- Ōmori (cidade de Ōda)
- Yunotsu (cidade de Ōda)

### Línguas（Dialetos）
- Dialeto Unpaku (Dialeto de Izumo, Oki etc.)
- Dialeto Iwami

## Turismo
- Castelo de Matsue
- Museu de Arte Adachi
- Aquário Aquas
- Mina de prata de Iwami Ginzan e sua paisagem cultural

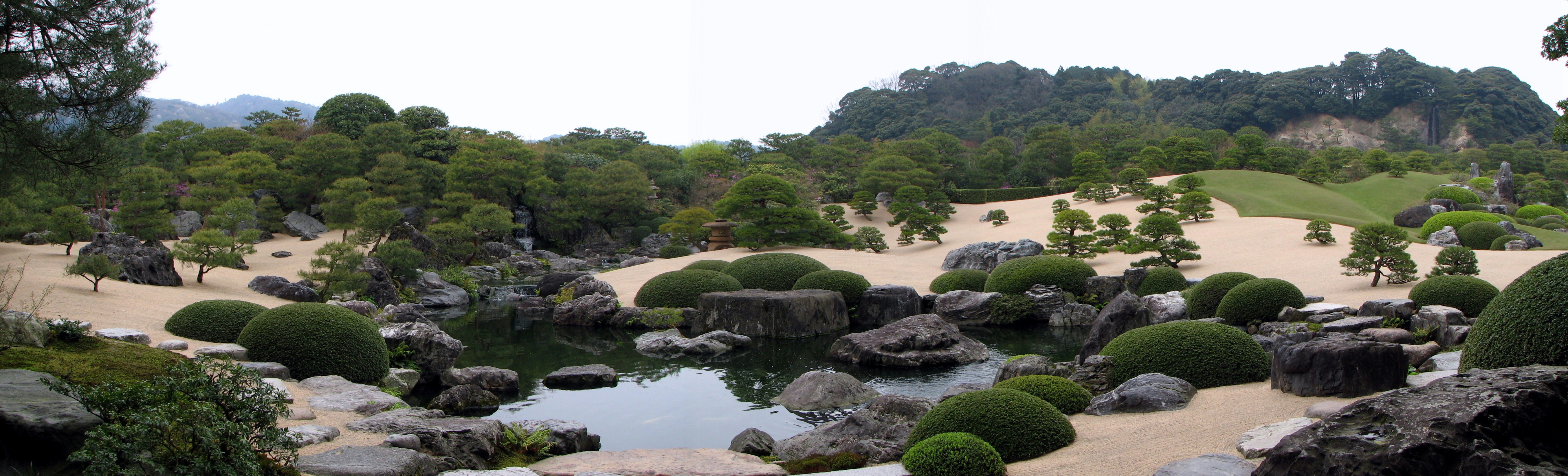
Jardim do Museu de Arte Adachi, em Yasugi

- Santuário de Izumo
- Museu de Arte de Shimane
- Museu de Arte Iwami
- Monte Sanbe
- Tamatsukuri Onsen

## Símbolos da prefeitura
A flor da prefeitura é a paeonia da montanha. Na ilha de Daikon, elas cresceram desde pelo menos o século XVIII.